# Asystasia petalidioides
Asystasia petalidioides är en akantusväxtart som beskrevs av Defl.. Asystasia petalidioides ingår i släktet Asystasia och familjen akantusväxter. Inga underarter finns listade i Catalogue of Life.